# Fox Farm-College
Fox Farm-College è un census-designated place degli Stati Uniti d'America, situato nella Contea di Laramie nello stato del Wyoming. Nel censimento del 2000 la popolazione era di 3.272 abitanti. Appartiene all'area metropolitana di Cheyenne.

## Geografia fisica
Secondo i rilevamenti dell'United States Census Bureau, la località di Fox Farm-College si estende su una superficie di 8,7 km², tutti occupati da terre.

## Popolazione
Secondo il censimento del 2000, a Fox Farm-College vivevano 3.272 persone, ed erano presenti 809 gruppi familiari. La densità di popolazione era di 376,6 ab./km². Nel territorio comunale si trovavano 1.495 unità edificate. Per quanto riguarda la composizione etnica degli abitanti, l'88,54% era bianco, l'1,34% era afroamericano, l'1,56% era nativo, lo 0,28% proveniva dall'Asia, lo 0,09% dall'Oceano Pacifico, il 4,92% apparteneva ad altre razze e il 3,27% a due o più. La popolazione di ogni razza ispanica corrispondeva al 12,62% degli abitanti.
Per quanto riguarda la suddivisione della popolazione in fasce d'età, il 27,5% era al di sotto dei 18, il 14,0% fra i 18 e i 24, il 30,0% fra i 25 e i 44, il 20,1% fra i 45 e i 64, mentre infine l'8,4% era al di sopra dei 65 anni di età. L'età media della popolazione era di 31 anni. Per ogni 100 donne residenti vivevano 102,4 uomini.